# Division 1 i ishockey för damer 2011/2012
Division 1 i ishockey för damer 2011/2012 är Sveriges näst högsta serie i ishockey för damer och består av fyra regionala serier med totalt 24 lag (olika antal lag i varje serie) som spelades mellan den 24 september 2011 och 12 februari 2012. Därefter skulle de fyra seriesegrarna samt tvåorna i Öst respektive Väst gå till Allettan men eftersom MoDos A-lag spelar i Riksserien så får inte deras juniorlag, som vann Div 1 Norra, också kvalificera sig för Riksserien utan ersattes av tvåan från serien, Sundsvall Wildcats. Hällefors IK/Lindlövens IF avstod från att deltaga i Allettan på grund av för få spelare .

## Div 1, Region Norr
Not: POS = Position, S = Spelade matcher, V = Vunna matcher, O = Oavgjorda matcher, F = Förlorade matcher, GM = Gjorda mål, IM = Insläppta mål, MSK = Målskillnad, P = Poäng
|  | Till Allettan              |
|  | Fortsatt spel i Division 1 |

## Div 1, Region Öst
Not: POS = Position, S = Spelade matcher, V = Vunna matcher, O = Oavgjorda matcher, F = Förlorade matcher, GM = Gjorda mål, IM = Insläppta mål, MSK = Målskillnad, P = Poäng
|  | Till Allettan              |
|  | Fortsatt spel i Division 1 |

## Div 1, Region Väst
POS = Position, S = Spelade matcher, V = Vunna matcher, O = Oavgjorda matcher, F = Förlorade matcher, GM = Gjorda mål, IM = Insläppta mål, MSK = Målskillnad, P = Poäng
|  | Till Allettan              |
|  | Fortsatt spel i Division 1 |

## Div 1, Region Syd
Not: POS = Position, S = Spelade matcher, V = Vunna matcher, O = Oavgjorda matcher, F = Förlorade matcher, GM = Gjorda mål, IM = Insläppta mål, MSK = Målskillnad, P = Poäng
|  | Till Allettan              |
|  | Fortsatt spel i Division 1 |

## Allettan
Allettan skulle egentligen ha bestått av sex lag, de fyra seriesegrarna från de fyra Division 1-serierna samt tvåorna från Div 1 Öst respektive Väst, men eftersom MoDos A-lag spelar i Riksserien så får inte deras juniorlag, som vann Div 1 Norra, också kvalificera sig för Riksserien utan ersattes av tvåan från serien, Sundsvall Wildcats. Hällefors IK/Lindlövens IF, som också hade kvalificerat sig till AllEttan, avstod från att delta på grund av spelarbrist . AllEttan spelas under perioden 18 februari till 14 mars 2012.
Efter avslutat gruppspel stod det klart att Sundsvall Wildcats och HV71 Queens kvalar vidare i Kvalserien tillsammans med Leksands IF och Ormsta HC från Riksserien.

## Tabell
|  | Till Riksseriekval          |
|  | Spel i Division 1 2012/2013 |

### Matcherna
Spelschemat på swehockey.se 
| Datum            | Match                  | Res.   | Periodres.              |
| ---------------- | ---------------------- | ------ | ----------------------- |
| 18 februari 2012 | Sandviken - Sundsvall  | 1 - 12 | 1-4, 0-4, 0-4           |
| 18 februari 2012 | Almtuna - Södertälje   | 0 - 1  | 0-0, 0-0, 0-1           |
| 19 februari 2012 | Almtuna - HV71         | 1 - 2  | 1-1, 0-1, 0-0           |
| 19 februari 2012 | Södertälje - Sandviken | 3 - 1  | 2-1, 1-0, 0-0           |
| 24 februari 2012 | Sundsvall - Almtuna    | 6 - 3  | 1-2, 3-0, 2-1           |
| 25 februari 2012 | Sandviken - HV71       | 1 - 7  | 0-1, 1-2, 0-4           |
| 26 februari 2012 | Södertälje - Almtuna   | 3 - 2  | 2-0, 1-0, 0-2           |
| 26 februari 2012 | Sundsvall - HV71       | 6 - 1  | 2-0, 2-0, 2-1           |
| 28 februari 2012 | HV71 - Södertälje      | 3 - 2  | 1-1, 1-1, 1-0           |
| 29 februari 2012 | Sundsvall - Sandviken  | 9 - 2  | 3-0, 2-0, 4-2           |
| 3 mars 2012      | Södertälje - Sundsvall | 3 - 4  | 1-1, 1-0, 1-3           |
| 3 mars 2012      | HV71 - Sandviken       | 5 - 3  | 1-2, 3-1, 1-0           |
| 4 mars 2012      | Sandviken - Almtuna    | 1 - 3  | 1-0, 0-0, 0-3           |
| 4 mars 2012      | HV71 - Sundsvall       | 4 - 3  | 1-2, 2-0, 1-1           |
| 7 mars 2012      | Almtuna - Sandviken    | 3 - 0  | 1-0, 1-0, 1-0           |
| 10 mars 2012     | HV71 - Almtuna         | 6 - 2  | 1-2, 2-0, 3-0           |
| 10 mars 2012     | Sandviken - Södertälje | 2 - 8  | 1-5, 1-1, 0-2           |
| 11 mars 2012     | Sundsvall - Södertälje | 5 - 3  | 3-1, 1-1, 1-1           |
| 14 mars 2012     | Södertälje - HV71      | 1 - 0  | 1-0, 0-0, 0-0           |
| 14 mars 2012     | Almtuna - Sundsvall    | 0 - 1  | 0-0, 0-0, 0-0, 0-0, 0-1 |